# Fandango (empresa)
Fandango Media, LLC é uma empresa estadunidense de venda de bilhetes que vende ingressos de cinema através de seu site, bem como através de seu aplicativo móvel.

## História
A medida que a Internet cresceu em popularidade, as cadeias de cinema de pequeno e médio porte começaram a oferecer recursos independentes de venda de ingressos por meio de seus próprios sites. Além disso, surgiu um novo paradigma dos espectadores que imprimiam seus próprios ingressos em casa (com Código de barras a serem escaneados no cinema), em serviços oferecidos pela PrintTixUSA e por sites operados por fornecedores de software de ponto de venda como " ticketmakers.com " (e eventualmente o próprio Fandango). Finalmente, uma queda geral no cinema continuou nos anos 2000, com os home theaters, DVDs e televisores de alta definição proliferando nas residências comuns, transformando suas casas em um lugar preferido para a exibição de filmes.
Em 11 de abril de 2007, a Comcast adquiriu a Fandango, com planos de integrá-la em um novo site de entretenimento chamado " Fancast.com ", com lançamento previsto para o verão de 2007. Em junho de 2008, o domínio Movies.com foi adquirido da The Walt Disney Company. Com a compra pela Comcast de uma participação majoritária na NBCUniversal em janeiro de 2011 (propriedade total em 2013), a Fandango e todos os outros ativos de mídia da Comcast foram incorporados à empresa.
A Fandango fez sua primeira aquisição internacional em setembro de 2015, quando comprou a empresa brasileira de ingressos Ingresso, que fornece ingressos para uma variedade de eventos de entretenimento brasileiros, incluindo o festival bianual Rock in Rio.
Em dezembro de 2016, a Fandango Media adquiriu o Cinepapaya, um site peruano para a compra de ingressos de cinema, por um valor não revelado.

## Serviços
A Fandango cobra um serviço premium para usar seus serviços, variando de 75 centavos a 2,50 dólares (a sobretaxa adicional para pedidos por telefone), que reserva um ingresso para ser impresso na chegada em um cinema, evitando filas. Inicialmente, o assento foi prometido para shows esgotados, mas esse recurso foi interrompido para a maioria dos cinemas, já que nem todos estavam equipados para lidar com assentos reservados. Com os preços dos ingressos em muitas áreas excedendo 10 dólares, a compra de ingressos através do Fandango e outros sites de ingressos pode tornar o filme uma proposta cara; no entanto, comprar ingressos para filmes em seus dias de abertura por meios convencionais pode ser inconveniente e difícil (especialmente em grandes áreas metropolitanas) sem utilizar serviços como o Fandango.
O site da Fandango também oferece clipes de filmes exclusivos, trailers, entrevistas com celebridades, resenhas de usuários, descrições de filmes e alguns jogos baseados na Web para seus membros.

## Concorrência
Fandango é um dos três principais on-line sites de venda de ingressos filme antecedência, juntamente com movietickets.com e Atom Tickets. Antes de ser adquirida pela Comcast em abril de 2007, a Fandango era de propriedade privada, com a maior parte interessada sendo a segunda maior cadeia de cinemas dos Estados Unidos, a Regal Entertainment Group, incluindo as redes de teatro United Artists e Hoyts. Juntamente com outros parceiros, a Regal fundou a Fandango em parte para impedir que o antigo MovieTickets.com estabelecesse o monopólio dos serviços telefônicos e de bilheteria on-line. (O MovieTickets.com era de propriedade pública e era negociado sob o símbolo da ação HOLL. Foi adquirido pela Fandango em 2017.) Sua agência de publicidade teria decidido seu nome porque soava "divertido, cinético e inteligente", "facilmente pronunciado e lembrado - mesmo que realmente não tenha nada a ver com filmes".